# Нижня Полянка
Нижня Полянка (словац. Nižná Polianka) — село в Словаччині, Бардіївському окрузі Пряшівського краю. Розташоване в північно-східній частині Словаччини, у північній частині Низьких Бескидів, у долині Ондави, біля кордону з Польщею.

## Історія
Вперше згадується у 1435 році.
У 1849 р. угорськими революційними емісарами в селі реквізована провізія, насильно мобілізована молодь і спалено живцем сільського старосту.
Населене українцями, але після Другої світової війни — під загрозою переселення в УССР — абсолютна більшість селян переписалася на словаків та русинів, і лемки.
В селі є греко-католицька церква, в 1923 року збудована на місці старшої дерев'яної церкви, яка згоріла під час І світової війни, та православна церква з 1992 року.

## Географія
Протікає річка Мірошовец.

## Населення
| Рік:            | 1994. | 2004.   | 2014.   | 2024.    |
| --------------- | ----- | ------- | ------- | -------- |
| Кількість осіб: | 262   | 252     | 246     | 220      |
| Різниця:        |       | -3,81 % | -2,38 % | -10,56 % |

| Рік:            | 2023. | 2024.   |
| --------------- | ----- | ------- |
| Кількість осіб: | 224   | 220     |
| Різниця:        |       | -1,78 % |

В селі проживає 255 осіб.
Національний склад населення (за даними останнього перепису населення — 2001 року):
- словаки — 77,52 %
- русини — 15,89 %
- українці — 4,26 %
- цигани — 2,33 %

Склад населення за приналежністю до релігії станом на 2001 рік:
- православні — 47,29 %,
- греко-католики — 36,43 %,
- римо-католики — 10,85 %,
- протестанти — 0,39 %,
- не вважають себе віруючими або не належать до жодної вищезгаданої церкви — 1,55 %